# پادشاه هوی‌ون چین
پادشاه هوی‌ون از چین (به چینی، 秦惠文王؛ ۳۵۶–۳۱۱ پ. م)؛ یا همچنین لرد هوی‌ون چین (秦昭王)؛ یا همچنین پادشاه هوی از چین (秦惠王)، زاده با نام یینگ سی؛ فرمانروای ایالت چین از ۳۳۸ پ. م تا ۳۱۱ پ. م در دوره ایالت‌های جنگ‌طلب بود. او نخستین فرمانروای چین بود که به جای عنوان حاکم (公) از عنوان پادشاه (王) استفاده کرد.

## زندگی

### اوایل زندگی
شاهزاده سی پسر حاکم شیائو بود و پس از مرگ پدرش جانشین او شد. هنگامی که سی نوجوان هنوز ولیعهد بود، مرتکب جرمی شد و به شدت مجازات شد. وزیر بزرگ شانگ یانگ درست در آن زمان در حال اجرای اصلاحات قانونی خود در قوانین چین بود و اصرار داشت که ولیعهد بدون توجه به موقعیت سلطنتی خود باید به خاطر این جرم مجازات شود. حاکم شیائو مربیان سی، شاهزاده چیان (公子虔)، برادر بزرگتر خود حاکم شیائو، و گونگ سون گو (公孫賈) را به دلیل بی‌توجهی به وظایف خود در آموزش ولیعهد، با بریدن بینی شاهزاده چیان تنبیه کرد. گونگ سون گو مجازات چینگ(黥؛ نوعی مجازات که شامل علامت زدن یک جنایتکار با خالکوبی کردن صورتش بود) دریافت کرد، یینگ سی نیز از کاخ سلطنتی تبعید شد.
سی کینه شخصی از شانگ یانگ در دل داشت و هنگامی که به عنوان پادشاه هوی‌ون به سلطنت رسید، سی، شانگ یانگ را به اتهام خیانت کشت. با این حال، هوی‌ون سیستم‌های اصلاح‌شده‌ای را که پدرش و شانگ یانگ به جا گذاشته بودند، حفظ کرد.

### سلطنت
در طول سلطنت هوی‌ون، چین قدرت نظامی بسیار قدرتمندی شد و به عنوان بخشی از سیاست توسعه‌طلبی خود، دائماً به ایالت‌های همسایه حمله می‌کرد. در سال ۳۱۶ پ. م، ایالت‌های شو و بای جنوبی در منطقه سیچوان فتح کرد.

### مرگ
پادشاه هویون به مدت ۲۷ سال بر چین فرمانروایی کرد و در سال ۳۱۱ پ. م در سن ۴۶ سالگی درگذشت و پسرش، پادشاه وو چین، پسر ملکه هوی‌ون، جانشین او شد.

## خانواده
ملکه‌ها:
- ملکه هوی‌ون (惠文后) از وی (مرگ ۳۰۵ پ. م)؛ احتمالاً دختر پادشاه هوی وی؛ ازدواج در ۳۳۴ پ. م؛ مادر ولیعهد دانگ
- ملکه ژوآن (宣太后 羋姓) از طایفه می در چو؛ از خاندان سلطنتی چو؛ مادر شاهزاده‌ها جی، شی و کویی

پسران:
- شاهزاده تونگ (公子通؛ مرگ ۳۱۱ پ. م)؛ مرزبان شو از ۳۱۳ تا ۳۱۱ پیش از میلاد
- ولیعهد دانگ (太子盪؛ ۳۲۹ تا ۳۰۷ پ. م)؛ پادشاه وو چین از ۳۱۰ تا ۳۰۷ پیش از میلاد
- شاهزاده ژوآنگ (公子壯؛ مرگ ۲۰۵ پ. م)
- شاهزاده یونگ (公子雍؛ مرگ ۲۰۵ پ. م)
- شاهزاده جی (公子稷؛ ۳۲۵ تا ۲۵۱ پ. م)؛ پادشاه ژائوشیانگ چین از ۳۰۶ تا ۲۵۱ پیش از میلاد
- شاهزاده یون (公子惲؛ مرگ ۳۰۱ پ. م)؛ مرزبان شو ۳۰۸ تا ۳۰۱ پیش از میلاد
- شاهزاده شی (公子市)؛ شناخته شده با عنوان لرد گائولینگ
- شاهزاده کویی (公子悝)؛ شناخته شده با عنوان لرد جینگ‌یانگ
- شاهزاده یائو (公子繇)
- شاهزاده چی (公子池)

دختران
- ملکه یی یان (燕易後)؛ همسر پادشاه یی یان؛ عقد در سال ۳۳۴ پیش از میلاد